# نكرة

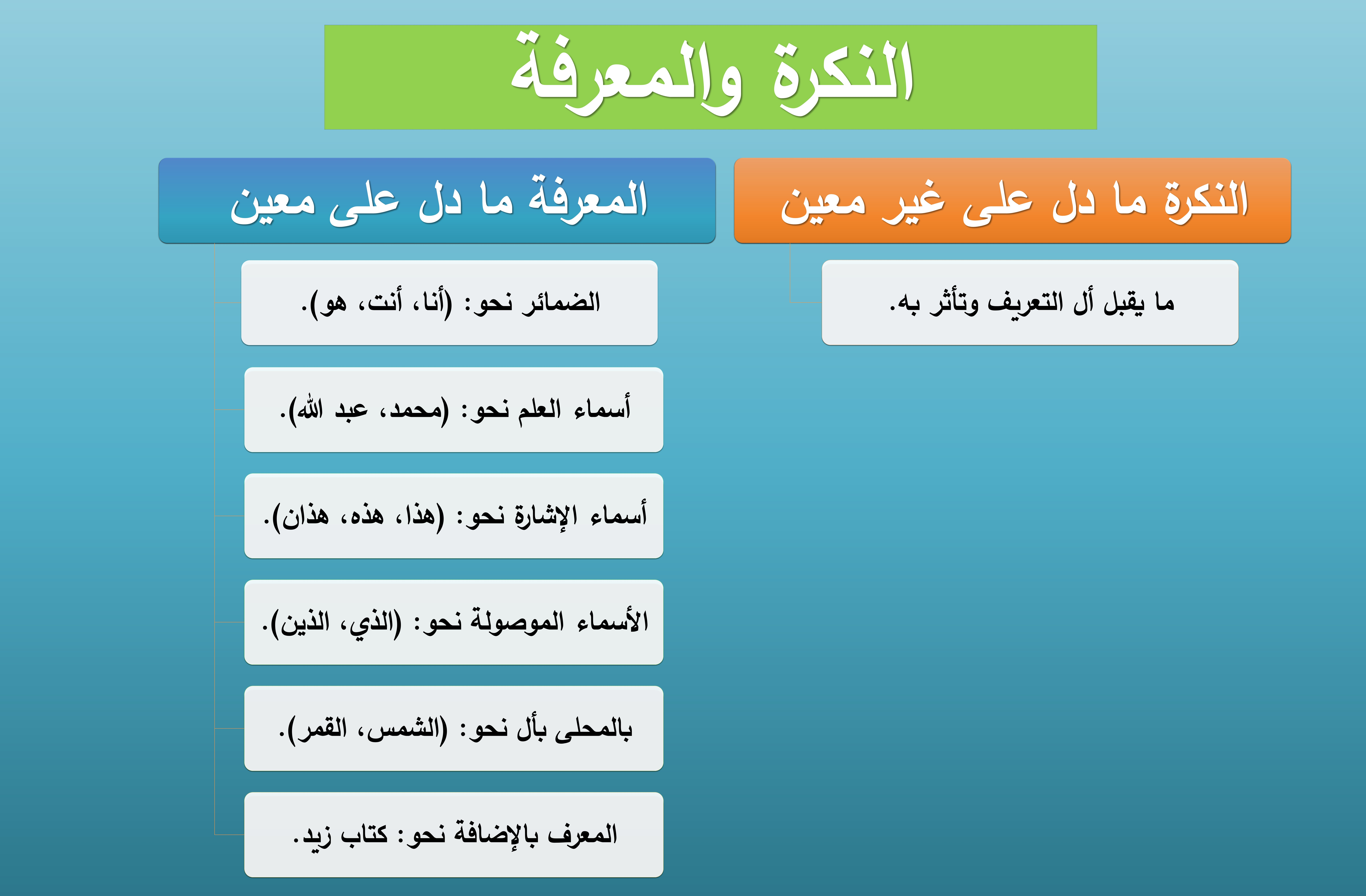
مخطط معلومات بياني، يختصر قواعد النكرة والمعرفة.

النكرة هو كل اسم شائع في جنسه لا يختص به واحد دون آخر، سواء كان الجنس موجودًا أو مقدرًا. ويقابله المعرفة، وتقريبه إلى الفهم أن يقال: كل اسم صلُحَ دخول أل المُعَرِّفة عليه أو وقع موقع ما يصلح دخول أل عليه.
وعلامة النكرة دخول أل المعرفة عليها أو وقوعها موقع ما يدخل عليه أل، أو دخول «رُبَّ» عليها، أو وصفها باسم نكرة.
والنكرة هي الأصل في الأسماء، والمعرفة هي الفرع؛ لأنها سابقة على المعرفة ولأنها لا تحتاج إلى قرينة في معناها بخلاف المعرفة.

## حدُّ النكرة
النكرة في اللغة الغير معين، قال ابن منظور والفيروزآبادي: النكرة: خلاف المعرفة.
وقد تنوعت عبارات النحويين في حد النكرة:
- قال ابن جني: «النكرة ما لم تخص الواحد من جِنْسِهِ».[3]
- وقال الزمخشري: «النكرة ما شاع في أمته»[4]، ونقله ابن الخباز عن النحويين ولم يعزه إلى معين.[5]
- قال ابن الحاجب: «النّكرة: ما وضع لشيء لا بعينه».[6]
- «النكرة ‌هي اللفظ الموضوع على معنى، ذلك المعنى لا يمنع من حيث يُتصور أن يُوجد منه أكثر من شخص واحد» نقله أبو حيان عن النحويين ولم ينسبه إلى معين.[7]
- «النكرة ما عُلق في أول أحواله على الشياع في مدلوله»، نقله أبو حيان عن النحويين ولم ينسبه إلى معين.[7]
- «هو الاسم الصالح لكل واحدٍ من جنسه على طريق البدل»، نقله أبو حيان عن النحويين ولم ينسبه إلى معين.[7]
- قال ابن مالك في «شرح الكافية الشافية»: «ما كان شائعًا في جنسه كـ«حيوان»، أو في نوعه كـ«إنسان» فهو نكرة»[8]
- قال أبو حيان الأندلسي (ت 745هـ): «النكرة ‌هي الاسم الموضوع على أن يكون شائعًا في جنسه إن اتفق أن يُوجد له جنسٌ»[7]
- وقال ابن هشام: «النكرَة مَا شاع فِي جنس مَوْجُود كَرجلٍ، أَو مُقَدّر كشمسٍ»[9]

فكل هذه العبارات تؤدي إلى أن النكرة: كل اسم شائع في جنسه لا يختص به واحد دون الآخر، سواء كان جنسه موجودًا أو مقدرًا.
ولا يشترط في النكرة كثرة الأفراد الموجودة تحتها بل العبرة أن يكون وضعها على الاشتراك، لذلك فـ(شمس) و(قمر) نكرتان، مع أنه لا يوجد إلا شمس واحدة وقمر واحد. وهذا ما يسميه بعض النحاة بالجنس المقدر.
ومن أمثلة النكرة: نجم، مطر، بيت، شخص، إنسان؛ فكل هذه نكرات، لأن كلاً منها اسم شائع في جنسه لا يختص به واحد دون آخر، وكونه يختص بشيء معين نظراً لعدم وجود غيره لا يخرجه عن كونه نكرة.

## علامات النكرة
تُعرَف نكارة الاسم بعلامات منها:
- قبوله دخول (أل) المُعَرِّفة عليه، فإن قَبِل الاسم أل التعريف وتأثَّر بها فهو نكرة، كـ«رجل» تدخل عليه أل فتقول «الرجل»، ومما يقبل أل ولا تؤثر فيه التعريف بعض الأعلام كـ«عباس» و«فضل»، فإنه تدخل عليه أل فتقول «العباس» و«الفضل» لكنها لم تؤثر فيه، لأنه معرفة قبل دخلوها عليه، فهو اسم علم، وتسمى هذه أل الزائدة لأن الاسم معرفة قبل دخولها عليه.[7]
- وقوعه موقع ما يصلح دخول (أل) المُعَرِّفة عليه: وذلك بأن لا يقبل أل المعرفة ولكنه يقع موقع ما يقبل أل كـ«ذو» التي بمعنى صاحب نحو «جاءني ذو مال» أي «صاحب مال» فذو نكرة وهي لا تقبل أل لكنها واقعة موقع صاحب وصاحب يقبل أل التعريف نحو: «الصاحب».[7]
- قبوله دخول (رُبَّ)، نحو: «رب رجل»، وأما قول العرب: «ربه رجلًا» فقد دخلت على الضمير لأنه ضمير غائب يرمى به من غير قصد إلى ظاهر فجرى مجرى النكرة.[10]
- وصفه بالنكرة، عد بعض النحويين هذا من علامات النكرة، واستدل به على تنكير «مَن» في نحو: «مررت بمن معجبٍ لك» حيث وصفت «مِن» بـ«معجبٍ» وهو نكرة.[11]

## أقسام النكرة
قسَّم ابن هشام النكرة إلى قسمين:
- ما يقبل أل المؤثرة فيه التعريف: كـ(رجل، فرس، دار، كتاب).
- ما يقع موقع ما يقبل أل المؤثرة فيه التعريف، وكنه لا يقبل أل، كـ:
  - «ذو» بمعنى صاحب حيث لا تقبل أل ولكنها تقع موقع «صاحب» وهو يقبل أل، تقول: «مررت برجل ذي مال» أي «صاحب مال»، و«صاحب» تقبل أل.
  - «مَن» التامة الغير موصولة، تقول «مررت بمن معجب لك»، أي: «مررت بإنسان معجب لك» فوقعت موقع «إنسان» وهو يقبل أل، وكذلك في الاستفهام، تقول: «مَن جاءك؟» أي «أي إنسان جاءك؟»، والشرط: «مَن جاءَنِي أكرمتُه»، أي:«كل إنسان جاءني أكرمته».
  - «ما» التامة غير الموصولة، تقول «مررت بما معجب لك» فوقعت موقع شيء وهو يقبل أل، وكذلك في الاستفهام تقول: «مَا فعلتَ؟» أي: «أي شيء فعلت؟».
  - «أين» واقعة محل «أي مكان» و«مكان» يقبل أل.
  - «كيف» واقعة محل: «أي حال» و «حال» يقبل أل.
  - «صَهٍ» فإنها واقعة موقع «سكوتًا» وهو يقبل أل.

## أصالة النكرة
التنكير هو الأصل في الأسماء، والتعريف فرع فيها، وهذا هو قول جمهور النحاة، وعللوا ذلك بعلل منها:

### النكرة سابقة على المعرفة
وهو مذهب سيبويه حيث قال: «وأعلم أن النكرة أخفُّ عليهم من المعرفة، وهي أشدُّ تمكُّنا؛ لأنّ النكرة أولّ، ثم يَدْخلُ عليها ما تُعَرَّف به. فمن ثَمّ أكثرُ الكلام ينصرف في النكرة»
وقال أبو حيان في توضيح هذا القول: «وأعلم أن النكرة هي الأول، والمعرفة بعدها وطارئة عليها، هذا مذهب سيبويه؛ ألا ترى أن غلامًا تدخل عليه أل والإضافة، والمضمر اختصار تكرير المظهر، والمشار ناب مناب المظهر، فـ "هذا" استغني به عن: زيد الحاضر، ولذلك لا يتناول اسم الشخص إلا حاضرًا. ويدل على أنه في موضعه قولهم: يا هذا العاقل، برفع العاقل، ومن حيث اسم الإشارة مبنىٌ كان لا يجوز فيه إلا النصب لأنه ليس له لفظ ضم يحمل عليه، فلولا نيابته مناب ما يظهر فيه لفظ البناء المشبه للإعراب ما جاز الرفع في النعت»
وقال ابن يعيش: «واعلم أنّ ‌النكرة ‌هي الأصل، والتعريف حادثٌ؛ لأنّ الاسم نكرة في أوّلِ أمره مبهمٌ في جنسه، ثمّ يدخل عليه ما يُفْرِد بالتعريف، حتى يكون اللفظ لواحدٍ دون سائر جنسه، كقولك: "رجلٌ"، فيكون هذا الاسم لكلّ واحد من الجنس، ثمّ يحدث عهدُ المخاطب لواحدٍ بعينه، فتقول: "الرجلُ"، فيكون مقصورًا على واحد بعينه، فالنكرةُ سابقةٌ، لأنّها اسم الجنس الذي لكلّ واحد منه مثلُ اسم سائرِ أُمَّتِه، وضعه الواضعُ للفصل بين الأجناس، فلا تجد معرفةً إلَّا وأصلُها النكرة؛ إلَّا اسمَ الله تعالى؛ لأنّه لا شريكَ له سبحانه وتعالى، فالتعريفُ ثانٍ أُتي به للحاجة إلى الحديث عن كلّ واحد من أشخاص ذلك الجنس، إذ لو حُدّث عن النكرة، لَمَا علم المخاطُب عمَّن الحديثُ، ويزيد ما ذكرناه عندك وُضوحًا أنّ الإنسان حين يُولَد، فيُطلَق عليه حينئذ اسمُ رجل، أو امرأةٍ، ثمّ يُميَّز باللَّقَب، والاسم»
وذهب الكوفيون وابن الطراوة إلى التفصيل خلافًا لسيبويه، فقالوا: من الأسماء ما التعريف فيه قبل التنكير، نحو: مررت بزيد وزيدٍ آخر، فحالة التنكير لـ(زيد) هنا بعد حالة التعريف. ومنها ما لا يفارقه التعريف أصلًا كالمضمرات. ومنها ما التنكير فيه قبل التعريف كما قال سيبويه.
ورد عليهم أبو علي الفارسي فقال: «لم يلتفت سيبويه هنا في التعريف والتنكير إلا إلى حال الوجود لا ما تخيله الكوفيون وابن الطراوة، وإذا نظر إلى حال الوجود كان التنكير قبل التعريف صحيحًا لأن الأجناس هي الأول ثم الأنواع، ووضعهما على التنكير إذ كان الجنس لا يختلط بالجنس، والنوع لا يختلط بالنوع، والأشخاص هي التي حدث فيها التعريف لاختلاط بعضها ببعض بلا شك بعد الأنواع، فالذي قاله سيبويه صحيح، لا اعتراض عليه، إذ الذي حصل له التعريف تناوله النكرة قبل»

### النكرة لا تحتاج إلى قرينة في مدلولها
بخلاف المعرفة فإنها تحتاج إلى قرينة لمعرفة معناها، وما يحتاج فرع عما لا يحتاج.

## أنكر النكرات
ذكر النحويون في باب النكرة تفاوت بعض الألفات التي تندرج بعضها تحت بعض في التنكير المتفاضلة في العموم والخصوص، فقالوا: أنكر النكرات هو لفظة «شيء». أي أعم الأسماء وأبهمها، قال ابن الخباز: قال أرباب اللغة: لا اسم أعم منه. والدليل على ذلك أن الموجودات لا تخلو من أن تكون موجودات ذهنية أو موجودات خارجية، وعلى كل حال يطلق عليها لفظ شيء قال عز وجل في إطلاقه على الموجود: ﴿كُلُّ شَیۡءٍ ‌هَالِكٌ إِلَّا وَجۡهَهُۥ﴾ [القصص:88]، ألا ترى أن الحكم بالهلاك إنما يصح على الموجود، وقال تعالى في إطلاقه على المعدوم: ﴿إِنَّ ‌زَلۡزَلَةَ ‌ٱلسَّاعَةِ شَیۡءٌ عَظِیمࣱ﴾ [الحج:1]، وقال تعالى: ﴿‌وَلَا ‌تَقُولَنَّ لِشَا۟یۡءٍ إِنِّی فَاعِلࣱ ذَٰلِكَ غَدًا ۝٢٣ إِلَّاۤ أَن یَشَاۤءَ ٱللَّهُ﴾ [الكهف:23]، ولا خفاء في أن الزلزلة معدومة، والموعود بفعله غير موجود حين الوعد.
وقال أبو حيان:«أنكر النكرات شيءٌ ثم مُتحيزٌ ثم جسم ثم نامٍ ثم حيوانٌ ثم ماشٍ ذو رجلين ثم إنسانٌ ثم رجلٌ».
ومعنى قول النحويين: «أنكرُ النكرات شيءٌ» يعنون: أنكر النكرات الداخل بعضها تحت بعض المتفاضلة في العموم والخصوص.

## أحكام النكرة

### لا تركيب في النكرات
لا تأتي النكرات مركبة إلا ما شذ من قولهم: «بيت بيت» و«كفة كفة»، أو كان التنكير نائبًا عن التعريف نحو: «مررت بمعدي كرب ومعدي كرب آخر».

### الغالب على النكرات أنها معربة منصرفة
قال سيبويه: «وأعلم أن النكرة أخفُّ عليهم من المعرفة، وهي أشدُّ تمكُّنا؛ لأنّ النكرة أولّ، ثم يَدْخلُ عليها ما تُعَرَّف به. فمن ثَمّ أكثرُ الكلام ينصرف في النكرة»، وقال السيرافي في شرح كلام سيبويه: «المتمكن من الأسماء هو كل ما دخله الإعراب منصرفًا كان أو غير منصرف».

### لا تقع النكرة مبتدأً إلا بمسوغ
الأصل في المبتدإ أن يكون معرفة، ويجوز أن يكون نكرة إذا وجدت فائدة، ولم يشترط سيبويه والمتقدمون إلا حصول الفائدة، ورأى المتأخرون أنه ليس كل أحد يهتدي إلى مواضع الفائدة فتتبعوها وسميت بمسوغات الابتداء بالنكرة وهي كثيرة، منها:
- أن تكون موصوفة بلفظ ظاهر: ﴿‌وَلَعَبۡدࣱ ‌مُّؤۡمِنٌ خَیۡرࣱ مِّن مُّشۡرِكࣲ﴾ [البقرة:221]، و«شوهاءُ ولودٌ خيرٌ من حسناءَ عقيمٍ».[7]
- أن تكون موصوفة بمقدر: «السمن منوان بدرهم» أي: منوان منه، فـ«منوان» مبتدأ ثانٍ وهو نكرة سوَّغ الابتداء وصفه بوصف مقدر، و«بدرهم» خبره، والجملة خبر «السمن»، ومن ذلك: ﴿یَغۡشَىٰ طَاۤئِفَةࣰ مِّنكُمۡ وَطَاۤئِفَةࣱ ‌قَدۡ ‌أَهَمَّتۡهُمۡ أَنفُسُهُمۡ ‌﴾ [آل عمران:154]، فالواو واو الحال، و«طائفة» مبتدأ، وجاز الابتداء به وهو نكرة لأنه موصوف بوصف مقدر أي: وطائفة من غيركم.[7]
- أن تكون النكرة عاملة في غيرها رفعًا ونصبًا وجرًّا نحو: كقول النبي ﷺ: «أمرٌ بالمعروف صدقة، ونهيٌ عن المنكر صدقة» و قوله:«خمسٌ صلواتٍ كتبهن الله على العباد» و«عملُ بِرٍّ يزين».[7]
- أن تكون معطوفة كقول الله ﴿قَوۡلࣱ مَّعۡرُوفࣱ ‌وَمَغۡفِرَةٌ خَیۡرࣱ مِّن صَدَقَةࣲ﴾ [البقرة:263] وقول الشاعر:[7]

- أن يُعطف عليها: ﴿‌طَاعَةࣱ ‌وَقَوۡلࣱ مَّعۡرُوفࣱ﴾ [محمد:21] على تقدير:طاعة وقول معروف أمثل. وقول الشاعر:[7]

- أن يراد بها العموم كقول ابن عباس: «تمرةٌ خيرٌ من جرادة»، وقول العرب:«خبأةٌ خيرٌ من يَفعَة سَوءٍ».[7][11]
- أن تكون بعد استفهام، نحو: «أرجلٌ في الدار».[7]
- أن تكون بعد نفي، نحو: «ما رجلٌ في الدار»[7]
- أن تكون بعد «لولا»، نحو:[7]

- أن تكون بعد واو الحال، نحو قول الشاعر:[7][11]

وقول الآخر:
وقول الآخر:
- أن تكون بعد فاء الجزاء كقول العرب في المثل: «إن ذهب عَيْرٌ فعيرٌ في الرباط».[7]
- أن يكون خبره مختصًّا ظرفًا أو جارًّا ومجرورًا مقدمًا عليه: نحو: «في الدار رجلٌ»، «عندك مالٌ»،[7] واشترط السهيلي في المجرور أن يكون معرفة.[11]
- أن تكون دعاءً، نحو: «ويلٌ لزيد»، وقول الله: ﴿‌سَلَٰمٌ عَلَىٰۤ إِلۡ ‌یَاسِینَ﴾ [الصافات:130] كقول الشاعر:[7]

- أن تكون جوابًا، نحو قولك: درهمٌ، لمن قال: ما عندك؟، فـ«درهم» مبتدأ خبره محذوف تقديره «عندي».[7]
- أن تكون واجبة التصدير، كأسماء الاستفهام نحو: مَن عندك؟ وكم درهمًا مالك؟[7] وأسماء الشرط، نحو: «مَن يقم أقم معه»، أو «كم» الخبرية نحو: «كم رجل جاءني».[11]
- أن يقدر إيجابها بعد نفيٍّ كقول الشاعر:[7]

أي: ما أحلك ذا المجاز إلا قدرٌ.
- أن تكون وصفًا كقول العرب: «ضعيفٌ عاذَ بِقَرْمَلة» أي إنسان ضعيف أو حيوان ضعيف التجأ إلى ضعيف، والقرملة: شجرة ضعيفة.[11]
- التفصيل أو التنويع، كقول الشاعر:

وقول العرب: «شهرٌ ثَرى، شهرٌ تَرى، وَشهرٌ مرعى». وابن مالك يجعل المسوغ هو العطف في ذلك.
- الإبهام، نحو التعجب في: «ما أحسنَ زيدًا»،[7] وبعض النحويين .يجعل المسوغ هو التعجب ويمثل له أيضًا بـ«عجبٌ لزيد».[11]
- أن يكون خرقًا للعادة: نحو «شجرةٌ سجدت»، و«ذئبٌ يتكلم».[7]

### يجوز دخول أل عليها
يجوز دخول أل على النكرة بخلاف المعرفة، التي لا يجوز دخول أل عليها، كما تقدم في علامات النكرة.

### تدخل «رُبَّ» عليها
تختص النكرة بدخول «رُبَّ» عليها، فلا تدخل «رُبَّ» على المعارف.

### يلزم تنكير صفتها
إذا وصفت نكرة يلزم أن تكون صفتها نكرة مثلها، نحو: جاء رجلٌ عاقلٌ، وركبت فرسًا مسرجًا.

### توصف النكرة بالجملة
الصفة تكون لفظًا مفردًا وجملة، والمفرد يوصف به النكرة والمعرفة، أما الجملة فلا يوصف به إلا النكرة، واختُلف في المعرف بأل الجنسية فأجاز وصفه بالجملة ابن مالك؛ لان معناه نكرة، واستشهدوا لذلك بقول الشاعر:
ورده أبو حيان.

### لا تُؤكَّد
لا يجوز أن تؤكد النكرة بشيء من ألفاظ التوكيد عند البصريين، وأجاز ذلك الأخفش والكوفيون إذا كانت نكرة مؤقتة، وأجازه بعض الكوفيين مطلقًا سواء كانت مؤقتة أم غير مؤقتة واختاره ابن مالك.

### لا يتبعها عطف بيان ولا يأتي منها
مذهب البصريين أن عطف البيان لا يكون إلا معرفة تابعًا لمعرفة، وذهب الكوفيون وتبعهم أبو علي الفارسي، وابن جني، والزمخشري إلى أنه يكون في النكرة تابعًا لنكرة واختاره ابن عصفور وابن مالك ومثل بعضهم لذلك بقول الله: ﴿‌شَجَرَةࣲ ‌مُّبَٰرَكَةࣲ زَیۡتُونَةࣲ﴾ [النور:35]، وقوله: ﴿مِن ‌مَّاۤءࣲ ‌صَدِیدࣲ﴾ [إبراهيم:16].

### لا يكون اسم «لا» النافية للجنس إلا نكرة
لا يكون اسم «لا» النافية للجنس إلا نكرة بخلاف «إنَّ» فإنه يأتي نكرة ومعرفة، كقولهم: لا رجلَ في الدار.

### لا يكون صاحب الحال نكرة إلا بمسوغ
الأصل في صاحب الحال أن يكون معرفةً، وقد يأتي نكرة إذا حصلت الفائدة أمن اللبس وذلك يكون بمسوغ، ومن المسوغات:
- تقدم الحال على صاحبها نحو: «في الدار جالسًا رجلٌ»، وقول كثَيَّر عزة:

فـ«جالسًا» حال من «رجل»، و«موحشا» حال من «طلل».
- كونه مخصوصًا بوصف نحو:

فـ«مشحونًا» حال من «فلك».
- كونه مخصوصًا بالإضافة، نحو: ﴿وَقَدَّرَ فِیهَاۤ أَقۡوَٰتَهَا فِیۤ ‌أَرۡبَعَةِ ‌أَیَّامࣲ سَوَاۤءࣰ لِّلسَّاۤئِلِینَ﴾ [فصلت:10]حيث «سواء» حال من «أربعة»، ونحو:﴿‌وَحَشَرۡنَا ‌عَلَیۡهِمۡ كُلَّ شَیۡءࣲ قُبُلࣰا﴾ [الأنعام:111] حيث «قُبُلًا» حال من «كلَّ».[27]
- كونه مخصوصًا بمعمول غير مضاف إليه، نحو: «مررت بضاربٍ هندًا قائمًا».[27]
- كونه مخصوصًا بعطف، نحو «هؤلاء ناس و
- كونه مسبوقًا بنفي، نحو: ﴿وَمَاۤ أَهۡلَكۡنَا مِن قَرۡیَةٍ إِلَّا وَلَهَا ‌كِتَابࣱ ‌مَّعۡلُومࣱ﴾ [الحجر:4]، فجملة «ولها كتاب معلوم» حال من «قرية»،[26] وقول الشاعر:

حيث «باقيًا» حال من «أحد»، وقول الشاعر:
حيث «غريبًا» حال من «سعدي».
- كونه مسبوقًا بنهي، نحو قول قطري بن الفجاءة:

حيث «متخوفًا» حال من «أحد».
- كونه مسبوقًا باستفهام، نحو قول الشاعر:

حيث «باقيًا» حال من «عيشٌ».

### لا تكون الحال إلا نكرة
الحال لا تأتي إلا نكرة لفظًا ومعنى، نحو: جاء عمرو راكبًا. أو معرفة لفظًا ونكرة معنى نحو: جاء زيد وحده، أي منفردًا.

### لا يكون التمييز إلا نكرة
من شروط التمييز أن يكون نكرة، وهذا مذهب البصريين، وذهب الكوفيون وابن الطراوة إلى مجيئه معرفة بالإضافة أو بأل واستدلوا ببعض الشواهد، منها قول أمية بن أبي الصلت:
وقول الآخر:
وقول الآخر:
وبلغة مشهورة عن العرب: ما فعلت الخمسةَ عشرَ الدرهمَ، والعشرون الدرهمَ. وقالت العرب: سَفِهَ زيدٌ نفسَه، وأَلِم رأسَه، وغَبِنَ رأيَهُ، و﴿‌بَطِرَتۡ ‌مَعِیشَتَهَا﴾ [القصص:58].
وتأول البصريون كل هذه الشواهد، فعندهم «لباب البر» منصوب على إسقاط حرف الجر، والتقدير: «ملاء بلباب البر»، أو «من لباب البر»، و«طبت النفسَ» و«ملئت الرعبَ» على أن أل زائدة لا تفيد التعريف، وتأولوا: سَفِهَ زيدٌ نفسَه، وأَلِم رأسَه، وغَبِنَ رأيَهُ، على أفعال متعدية بنفسها، على أن «سفه» بمعنى «ضيَّع»، و«أَلِم» بمعنى «اشتكى»، و«غَبِنَ» بمعنى «سَوَّأَ»، أو على أنها منصوبة بإسقاط حرف الجر كانه قال: غبن في رأيه، ووجع في بطنه، وألم في رأسه.
وخرج ابن مالك: ﴿‌بَطِرَتۡ ‌مَعِیشَتَهَا﴾ [القصص:58] على تقدير انفصال الإضافة والتنكير فيكون تمييزًا، أي: بطرت معيشة لها، أو على إسقاط حرف الجر، أي: بطرت في معيشتها، أو يحتمل أن يكون الأصل بطرت مدةَ معيشتها، ثم حذف المضاف وأقيم المضاف إليه مقامه فانتصب على الظرفية نحو: ﴿‌وَإِدۡبَٰرَ ‌ٱلنُّجُومِ﴾ [الطور:49].

## ألفاظ نكرات
- «ما» و«مَن» التامَّتين: سواء جاءتا نكرتين موصوفتين أو استفهاميتين أو شرطيتين، فمذهب جمهور النحاة أنهما نكرتان وخالف ابن كيسان الذي قال بأنهما معرفتان[32]، وهما من قسم ما يقع موقع ما يدخل عليه أل، وربما تأتي «ما» نكرة بمعنى وقت.[33]
- بعض أسماء الجنس: ابن لبون، وابن مخاض، نكرات، وابن عرس يأتي نكرة ومعرفة، وكذلك ابن أوبر عند سيبويه خلافًا للمبرد حيث قال بأنه نكرة فقط.[34]
- أسماء تلازم التنكير: فلا تأتي معرفة لا بأل ولا بالإضافة وهي:[35]
  - أحد: وهو اسم عام في جميع من يعقل نحو: ﴿فَمَا مِنكُم ‌مِّنۡ ‌أَحَدٍ عَنۡهُ حَـٰجِزِینَ﴾ [الحاقة:47]
  - عَرِيب.
  - دَيَّار. وهما مرادفان لأحد.[35]

## تأثير التنكير على الإعراب
تتردد بعض الأسماء بين التنكير والتعريف، ويكون لهذا التردد أثر في الإعراب حيث تبنى أو تمنع من التنوين إن قصد بها معرفة، وتعرب وتنون إن قصد بها نكرة، والتنوين الذي يدخل عليها عند تنكيرها يسمى تنوين التنكير، والأسماء التي يدخلها مفصلة في قسم تنوين التنكير، وأما الأسماء التي تتردد بين الإعراب عند تنكيرها والبناء عند تعريفها:
- أَمسِ: وهو ظرف بمعنى اليوم الذي وَلِيَهُ اليوم الذي أنت فيه، وهو مبني إذا قصد به ذلك، ويُبنَى على الكسر مطلقًا، وفي لغة التميميين يبنونه على الضم إن كان في محل رفع، وإذا قُصد تنكيره فإنه يعرب نحو: مضى لنا أَمْسٌ حسنٌ.[36]
- الأسماء الملازمة للإضافة: وهي قبلُ وبعدُ وحسبُ وأوّلُ، وأسماء الجهات وهي:فوقُ وتحتُ، وقُدّامُ وخلفُ، وأمامُ، ووراءُ، وعُلُ، تبنى هذه الأسماء إذا حذف المضاف إليها لفظًا مع نية بقائه على الضم، وإذا نُكِّرت أُعرِبَت، كقول الشاعر:[37]

ويقال: ابدأ به أولاً. وقول الشاعر:
وقول امرئ القيس:
وقول النابغة:

## تنوين التنكير
تنوين التنكير: هو التنوين اللاحق لبعض الأسماء المبنية للدلالة على تنكيرها. وهذا التنوين نوعان:
- قياسي: وهو اللاحق لكل علم مختوم بـ«ويهِ»،[40] فإذا قصدت سِيبَوَيهِ معيَّنًا نطقته بغير تنوين، إذا أدت غير معين نونته، نحو: رأيت سيبويهِ وسيبويهٍ آخرَ. فالأول معرفة والثاني نكرة.
- سماعي: وهو في أسماء أفعال مختومة بالهاء وغيرها، «ومعنى التنكير فيها أن يكون مدلول اسم الفعل غير معهود عند المأمور أو المنهي، فكأنه يأمره بأمرٍ غير معين أو ينهاه عنه، والتعريف بخلافه، وهو أن يكون مدلوله معهودًا عند السامع»[41] وكذلك في أسماء الأصوات، تقول: «إيهِ». إذا أردت الاستزادة من حديث معين، و«إيهٍ» بالتنوين إذا أدرت الاستزادة من أي حديث.[40]

### أسماء الأفعال التي يدخلها تنوين التنكير
ومن أسماء الأفعال التي يدخلها هذا التنوين ليدل على تنكيرها، ويفارقها ليدل على تعريفها:
- صَهْ: ومعناه اسكت، فإذا قلت: صهِ، بغير تنوين فمعناه اسكت عن الحديث الذي أنت فيه، وإذا قلت: صهٍ، بالتنوين فمعناه اسكت عن كل حديث.
- إيهِ: ومعناه الاستزادة من الحديث.
- مَهْ: بمعنى اكفف.
- أُفّ: بمعنى أتضجر.
- حَيَّهَلَ: بمعنى أقبل، ويقال في تنكيرها حَيَّهَلًا وحَيَّهْلًا.

ومن أسماء الأفعال الملازمة للتنوين والتنكير:
- إيهًا: بمعنى اكفف.
- واهًا: بمعنى أعجب.
- ويهًا: للإغراء.
- فداءٍ لك.

## أغراض التنكير
الإتيان بالاسم نكرة له أغراض في العربية منها:
1. الإفراد أي إرادة الواحد من جنسه نحو قول الله: ﴿وَجَاۤءَ مِنۡ أَقۡصَا ٱلۡمَدِینَةِ ‌رَجُلࣱ ‌یَسۡعَىٰ﴾ [يس:20]، ﴿وَلَمَّا جَاۤءَهُمۡ ‌رَسُولࣱ ‌مِّنۡ عِندِ ٱللَّهِ مُصَدِّقࣱ لِّمَا مَعَهُمۡ﴾ [البقرة:101]، وقوله: ﴿ٱئۡتُونِی ‌بِأَخࣲ ‌لَّكُم مِّنۡ أَبِیكُمۡ﴾ [يوسف:59]، ﴿ضَرَبَ ٱللَّهُ مَثَلࣰا ‌رَّجُلࣰا فِیهِ شُرَكَاۤءُ مُتَشَٰكِسُونَ وَرَجُلࣰا سَلَمࣰا لِّرَجُلٍ ‌﴾ [الزمر:29].
2. إرادة الجنس نحو قول الله: ﴿‌لَا ‌ ‌رَیۡبَ فِیهِ﴾ [البقرة:2]، وقوله: ﴿‌لَا ‌خَوۡفٌ عَلَیۡهِمۡ وَلَا هُمۡ یَحۡزَنُونَ﴾ [يونس:62].
3. إرادة العموم نحو قول ابن عباس: «تمرةٌ خير من جرادة».[45]
4. التعظيم نحو قوله تعالى: ﴿ذَٰلِكَ ‌یَوۡمࣱ ‌مَّجۡمُوعࣱ لَّهُ ٱلنَّاسُ وَذَٰلِكَ یَوۡمࣱ مَّشۡهُودࣱ﴾ [هود:103]، وقوله: ﴿وَإِنَّكَ لَتُلَقَّى ٱلۡقُرۡءَانَ مِن ‌لَّدُنۡ ‌حَكِیمٍ عَلِیمٍ﴾ [النمل:6]. وتقول: «لقيت اليوم شاعرًا» أي مجيدًا. قال سيبويه: «ويقول: ‌«أتاني ‌اليومَ ‌رجلٌ»، أي في قوّته ونفاذه، فتقُول: «ما أتاك رجلٌ»، أي أتاك الضُّعفاءُ».[46]
5. التهويل نحو قوله تعالى: ﴿وَٱتَّقُوا۟ یَوۡمࣰا ‌لَّا ‌تَجۡزِی ‌نَفۡسٌ عَن نَّفۡسࣲ شَیۡءࣰا﴾ [البقرة:48].
6. التكثير نحو قوله تعالى: ﴿كَم مِّن ‌فِئَةࣲ ‌قَلِیلَةٍ غَلَبَتۡ فِئَةࣰ كَثِیرَةَۢ بِإِذۡنِ ٱللَّهِ﴾ [البقرة:249]، وقوله:﴿وَإِنَّ لَكَ لَأَجۡرًا ‌غَیۡرَ ‌مَمۡنُونࣲ﴾ [القلم:3]، أي كثيرًا غير منقطع، ونحو قولنا (هو عنده مالٌ) أي كثيرٌ، وقولهم: إنّ له لإبلا، وإنّ له لغنما.
7. التقليل كقوله تعالى: ﴿إِنَّ ٱللَّهَ لَا یَظۡلِمُ ‌ٱلنَّاسَ ‌شَیۡءࣰا﴾ [يونس:44]، وقوله:﴿كَأَنَّهُمۡ یَوۡمَ یَرَوۡنَ مَا یُوعَدُونَ لَمۡ یَلۡبَثُوۤا۟ إِلَّا ‌سَاعَةࣰ ‌مِّن ‌نَّهَارِۭ﴾ [الأحقاف:35].
8. التخصيص وذلك نحو قوله تعالى: ﴿مِّن قَبۡلِ أَن ‌نَّطۡمِسَ ‌وُجُوهࣰا فَنَرُدَّهَا عَلَىٰۤ أَدۡبَارِهَاۤ﴾ [النساء:47]، والمراد بالوجوه ههنا وجوه الكفار، فالنكرة عامة والمراد بها التخصيص.
9. التحقير نحو قوله تعالى: ﴿مِنۡ أَیِّ ‌شَیۡءٍ ‌خَلَقَهُۥ﴾ [عبس:18] أي من شيء محتقر، ثم بينه بقوله: ﴿مِن نُّطۡفَةٍ خَلَقَهُۥ﴾ [عبس:19]. وكقوله تعالى:﴿وَلَتَجِدَنَّهُمۡ أَحۡرَصَ ٱلنَّاسِ ‌عَلَىٰ ‌حَیَوٰةࣲ﴾ [البقرة:96]، بمعني أية حياة كانت ولو كانت حقيرة مهينة.
10. التجاهل والاستهزاء نحو قوله تعالى:﴿هَلۡ نَدُلُّكُمۡ عَلَىٰ  ‌رَجُلࣲ یُنَبِّئُكُمۡ إِذَا ‌مُزِّقۡتُمۡ كُلَّ مُمَزَّقٍ إِنَّكُمۡ لَفِی خَلۡقࣲ جَدِیدٍ﴾ [سبأ:7] كأنهم لا يعرفونه.
11. إرادة نوع خلاف المعهود كقوله تعالى: ﴿وَعَلَىٰۤ أَبۡصَٰرِهِمۡ ‌غِشَٰوَةࣱ﴾ [البقرة:7]، قال بهاء الدين السبكي: ويحتمل أنه أراد بها التعظيم.[47]

### معلومات المصادر كاملة
- أبو القاسم محمود بن عمرو بن أحمد، الزمخشري (1993). علي بو ملحم (المحرر). المفصل في صنعة الإعراب (ط. الأولى). مكتبة الهلال - بيروت.
- ابن منظور. لسان العرب. دار صادر.
- القاموس المحيط. مؤسسة الرسالة.
- ابن الخباز (2007). توجيه اللمع. دار السلام - القاهرة.
- سيبويه (1408هـ). عبد السلام هارون (المحرر). الكتاب (ط. الثالثة). مكتبة الخانجي، القاهرة.
- أبو الفتح عثمان بن جني الموصلي. فائز فارس (المحرر). اللمع في العربية. دار الكتب الثقافية - الكويت.
- ابن يعيش، يعيش بن علي بن يعيش ابن أبي السرايا محمد بن علي، أبو البقاء (1422هـ). إميل بديع يعقوب (المحرر). شرح المفصل للزمخشري (ط. الأولى). دار الكتب العلمية، بيروت.
- ابن الحاجب، جمال الدين بن عثمان بن عمر بن أبي بكر المصري الإسنوي المالكي (2010). صالح عبد العظيم الشاعر (المحرر). الكافية في علم النحو (ط. الأولى). مكتبة الآداب - القاهرة.
- ابن مالك، جمال الدين أبو عبد الله محمد بن عبد الله بن مالك الطائي الجياني (1402هـ). عبد المنعم أحمد هريدي (المحرر). شرح الكافية الشافية (ط. الأولى). جامعة أم القرى مركز البحث العلمي وإحياء التراث الإسلامي - مكة.
- ابن مالك، جمال الدين أبو عبد الله محمد بن عبد الله بن مالك الطائي الجياني (1410هـ). د. عبد الرحمن السيد، د. محمد بدوي المختون (المحرر). شرح تسهيل الفوائد (ط. الأولى). هجر للطباعة والنشر والتوزيع والإعلان.
- ناظر الجيش، محمد بن يوسف بن أحمد، محب الدين الحلبي ثم المصري (1428 هـ). علي محمد فاخر وآخرون (المحرر). تمهيد القواعد بشرح تسهيل الفوائد (ط. الأولى). دار السلام - القاهرة. {{استشهاد بكتاب}}: تحقق من التاريخ في: |سنة= (مساعدة)
- أبو حيان الغرناطي (1418 هـ). د. حسن هنداوي (المحرر). التذييل والتكميل في شرح كتاب التسهيل (ط. الأولى). دار القلم - دمشق. {{استشهاد بكتاب}}: تحقق من التاريخ في: |سنة= (مساعدة)
- أبو حيان الغرناطي، محمد بن يوسف بن علي بن يوسف بن حيان أثير الدين الأندلسي (1418هـ). رجب عثمان محمد (المحرر). ارتشاف الضرب من لسان العرب (ط. الأولى). مكتبة الخانجي بالقاهرة.
- ابن هشام الأنصاري (1442هـ). أبو بلال الحضرمي (المحرر). شرح قطر الندى وبل الصدى (ط. الثانية). دار الآثار - صنعاء.
- خالد بن عبد الله بن أبي بكر بن محمد الجرجاويّ الأزهري (1421هـ). شرح التصريح على التوضيح (ط. الأولى). دار الكتب العلمية، بيروت.
- فاضل صالح السامرائي (1420هـ). معاني النحو (ط. الأولى). دار الفكر للطباعة والنشر والتوزيع - الأردن.
- أحمد بن علي بن عبد الكافي السبكي (1423هـ). عبد الحميد هنداوي (المحرر). عروس الأفراح في شرح تلخيص المفتاح (ط. الأولى). المكتبة العصرية -بيروت.
- محمد بن علي الصبان الشافعي (1417هـ). حاشية الصبان على شرح الأشمونى لألفية ابن مالك (ط. الأولى). دار الكتب العلمية، بيروت.
- أبو سعيد السيرافي، الحسن بن عبد الله بن المرزبان (2008). أحمد حسن مهدلي، علي سيد علي (المحرر). شرح كتاب سيبويه (ط. الأولى). دار الكتب العلمية، بيروت.
- ابن هشام الأنصاري (1985). د. مازن المبارك / محمد علي حمد الله (المحرر). مغني اللبيب عن كتب الأعاريب (ط. السادسة). دار الفكر دمشق.
- إبراهيم بن موسى الشاطبي (1428هـ). مجموعة (المحرر). المقاصد الشافية في شرح الخلاصة الكافية (ط. الأولى). معهد البحوث العلمية وإحياء التراث الإسلامي بجامعة أم القرى - مكة المكرمة.